# Abies sachalinensis
Abies sachalinensis ((F.Schmidt) Mast., 1879) è una specie di conifera appartenente alla famiglia delle Pinaceae.  È stata rinvenuta nell'isola di Sachalin, nelle Curili meridionali (Russia), e anche nell'Hokkaidō (Giappone) settentrionale.

## Etimologia
Il nome generico Abies, utilizzato già dai latini, potrebbe, secondo un'interpretazione etimologica, derivare dalla parola greca ἄβιος = longevo. Il nome specifico sachalinensis si riferisce all’isola in cui venne "descritta" per la prima volta.

## Descrizione

### Portamento
Albero alto fino a 30 m, con tronco che può raggiungere 1 m di diametro, a portamento piramidale con cima appiattita negli esemplari anziani. I rami si sviluppano orizzontalmente, con portamento ascendente. I virgulti sono marroni, poco pubescenti, lievemente solcati.

### Foglie

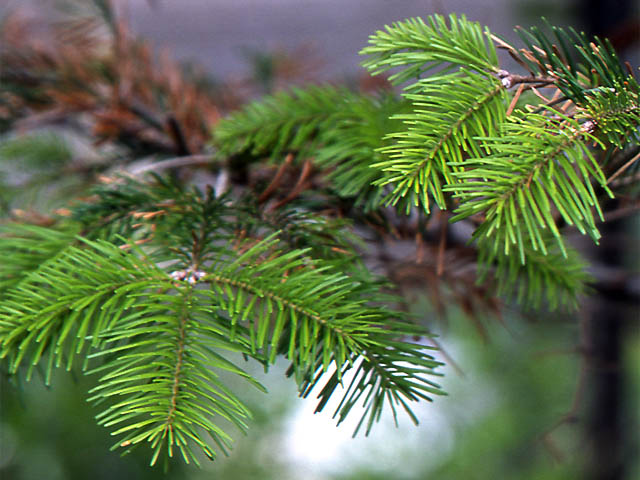
Aghi

Le foglie sono aghiformi, di colore verde scuro lucido, lunghe fino a 12-35 mm,  con nervatura centrale e due bande di stomi nella faccia inferiore; si dispongono a spirale, contorte alla base, con punte dentellate o ottuse. Le gemme sono ovoidali e molto resinose.

### Fiori
Gli strobili maschili, lunghi 1 cm, crescono raggruppati, gialli con microsporofilli rossastri.

### Frutti
I coni femminili,  marroni-scuri a maturazione, sono ellissoidali-cilindrici, lunghi 5-8 cm e larghi fino a 3 cm, spesso disposti a gruppi, con punte acute o ottuse; le scaglie sono reniformi, pubescenti, lunghe 10 mm e larghe 16 mm. I semi sono lunghi circa 6 mm, di colore marrone con punti neri, con grande parte alata nera di 5x5 mm.

### Corteccia
Inizialmente grigia-marrone, liscia con vesciche resinose, con l'età si divide in placche irregolari.

## Distribuzione e habitat
Cresce su suoli ben drenati ma umidi per gran parte dell'anno a causa del clima marittimo piovoso e variabile tra il fresco e il freddo, ad altitudini comprese tra il livello del mare e i 1650 m. Nel nord del suo areale si ritrova frequentemente tra gli 800 e 1100 m, in formazioni miste con altre conifere (Picea jezoensis, Picea glehnii, Larix gmelinii var. japonica e Pinus pumila). A quote più basse, oltre a formazioni pure, in associazione con caducifoglie come Betula ermanii, Quercus mongolica, Castanea crenata, Kalopanax septemlobus e Magnolia hypoleuca.

## Tassonomia
Fu "scoperta" per la prima volta da Carl Friedrich Schmidt (noto anche come F. Schmidt o Fedor Bogdanovich), un botanico russo di origine estone, nel 1866, sull'isola di Sachalin, ma egli non la introdusse in Europa. Fu poi "riscoperta" dal botanico e collezionista di piante Charles Maries nel 1877 presso Aomori, nell'isola principale del Giappone di Honshū, dove, in un primo tempo, egli pensò si trattasse di una varietà di Abies veitchii.
Sono accettate le seguenti sottospecie:
- Abies sachalinensis var. gracilis (Kom.) Farjon, che cresce in Kamčatka.
- Abies sachalinensis var. mayriana Miyabe & Kudo che cresce in Sachalin e Hokkaidō.
- Abies sachalinensis var. nemorensis Mayr che cresce in Sachalin e Hokkaidō.

## Usi
Il legno è di scarsa qualità per l'utilizzo in edilizia e carpenteria, ma viene massicciamente utilizzato nell'industria cartaria. In orticoltura questa specie è poco nota in quanto non adatta a climi dove l'inverno sia troppo breve.

## Conservazione
Nonostante che lo sfruttamento economico di questa specie sia in aumento nelle parti di areale al di fuori del Giappone, non sono stati identificati specifici e immediati rischi per la sua sopravvivenza; viene pertanto  classificata  come specie a rischio minimo di estinzione (Least Concern) nella Lista rossa IUCN.